# Stray Kids
Stray Kids (Koreaans: 스트레이 키즈; romanisatie: Seuteurei kijeu; vaak afgekort als SKZ) is een Zuid-Koreaanse boyband die in 2017 werd samengesteld door JYP Entertainment in het kader van de realityserie Stray Kids. De groep bestaat uit acht leden: Bang Chan, Lee Know, Changbin, Hyunjin, Han, Felix, Seungmin en I.N. Zij brachten hun eerste mixtape uit in 2018 en debuteerden op 25 maart met het minialbum I Am Not. De fanclub heet 'STAY'.

## Geschiedenis

### 2017-2018
In augustus 2017 publiceerde JYP Entertainment (JYPE) een verklaring dat hun nieuwe realityserie bedoeld was om een jongensgroep te vormen. In de volgende twee maanden werden meer details en teasers vrijgegeven en werd ook de naam van de groep bekendgemaakt: Stray Kids. Voor de première publiceerde JYPE Stray Kids hun eerste muziekvideo Hellevator, dat later verscheen als digitale single. Twee leden, Lee Know en Felix, waren aanvankelijk er niet bij, maar volgden later.
Samen met het online komen van Stray Kids' officiële website, maakte JYPE de verschijning van hun pre-debuut-mixtape (een ep) bekend. De mixtape bevat zeven liedjes die geschreven en geproduceerd zijn door de leden zelf, waaronder Hellevator.
Op 5 maart 2018 maakte JYPE bekend dat de eerste show zou plaatsvinden op 25 maart 2018 in de Jangchung Arena (in Seoul). Het eerste liedje daar was District 9. De muziekvideo's van Grow Up en Mirror werden respectievelijk eind maart en eind april uitgebracht. I Am Not bereikte de vierde plaats in Gaon's Album Chart.
Op 14 april trad de groep op bij KCON JAPAN 2018, hun eerste buitenlandse optreden.
Op 12 juli maakte JYPE bekend dat de groep hun tweede optreden, genaamd Stray Kids Unveil zou houden op 5 augustus in de Kyung Hee University Grand Peace Palace. Hun tweede ep genaamd 'I Am Who', waar 'My Pace' ook op staat, werd de dag erna uitgegeven.
Op 4 oktober kondigde JYPE hun derde optreden aan, genaamd Stray Kids Unveil, dat gehouden werd op 21 oktober in de Olympic Hall (in Seoul) en werd gevolgd door de uitgave van een nieuwe Ep 'I Am You' de volgende dag.
De groep werd genomineerd als Choice Next Big Thing op de Teen Choice Awards 2018.

### 2019 tot heden
Op 5 maart maakte JYPE de derde comeback van de groep bekend, met de uitgave op 25 maart 2019 van hun vierde album Clé 1: Miroh, vanwege de eerste verjaardag van de groep. De groep verdiende hun eerste music show win op 4 april op M Countdown voor de hoofdtrack van hun album, Miroh. Op 19 juni bracht de groep hun eerste mini-album uit Clé 2: Yellow Wood, waar het liedje Side Effects op staat, tussen hun Amerikaanse en Europese tour, als deel van hun eerste wereldtour.
Stray Kids bracht een digitale single uit op 9 oktober, genaamd Double Knot en kondigde ook hun District 9 Unlock World Tour aan die zou starten op 23 - 24 november in de Olympic Hall met hun vijfde ep Clé: Levanter, die oorspronkelijk uitgebracht zou worden op 25 november. Echter, op 28 oktober, maakte JYPE bekend dat Woojin de groep heeft verlaten. Op 13 november kwam de groep met hun muziekvideo voor Astronaut. Op 9 december 2019 kwam er een nieuwe ep: Clé: Levanter.
Stray Kids brachten op 26 december 2019 hun digitale single Mixtape: Gone Days uit, het eerste liedje van Mixtape Project. In januari 2020 volgden de Engelse versie van Double Knot en Levanter als de digitale singles van Step Out of Clé, samen met de muziekvideo van de Engelse versie van Double Knot.
De groep maakte hun Japanse debuut op 18 maart 2020 met hun compilatiealbum SKZ2020 in Japan en Zuid-Korea, met de nieuwe opnames van eerder uitgebrachte liedjes en de Japanse versies van Double Knot, My Pace en Levanter.
Stray Kids bracht hun Mixtape Project tweede single Mixtape: On Track  (바보라도 알아) uit op 26 maart 2020.
Op 1 april 2020, maakte de groep bekend dat ze hun eerste Japanse single album genaamd 'TOP' op 3 juni 2020 zouden uitgeven. Het zou gebruikt worden als de themesong van de anime Tower of God. Een Koreaanse versie werd uitgebracht op 13 mei en een Engelse versie op 20 mei.
Stray Kids maakte op 17 juni 2020 een comeback met hun eerste volledige album 'GO Live', waarop ook 'God's Menu' staat. In licht gewijzigde vorm werd dit als 'In Live' uitgebracht op 14 september 2020.

## Overige
In 2018 werden de acht leden gekozen als nieuwe modellen om voor Jambangee Jeans reclame te maken in 2018, wat bekend werd op 13 februari toen de groep de lentecollectie presenteerde. Op 26 juni werden zij geselecteerd als modellen van Ivy Club voor het 2018 herfstseizoen. Zij werden tevens gekozen als promotors voor CGV 'Youth Brand Festival' van 24 juli tot 31 augustus.
Op 19 september werd Stray Kids gekozen als de nieuwe ambassadeur van Lotte Duty Free. Het werd bekend gemaakt op het Youtube-kanaal van Lotte Duty Free en op Instagram. Op 16 oktober werden ze het nieuwe model van het Koreaanse merk 'Pro-specs'. Op 17 juni 2019 werd Stray Kids gekozen als de nieuwe ambassadeur van Talk Talk Korea Contest in 2019 en juni 28, werden zij ambassadeurs voor de Korean Culture and Information Service, Ministry of Culture, Sports and Tourism.

## Discografie

### Studioalbums
- Go Live/In Live (2020)
- Noeasy (2021)
- Oddinary (2022)
- Maxident (2022)
- SKZ-REPLAY (2022)
- 5-STAR (2023)
- 樂-STAR (2023)
- ATE (2024)
- HOP (2024)

### Ep's
- Mixtape (2018)[1]
- I Am Not (2018)
- I Am Who (2018)
- I Am You (2018)
- Clé 1: Miroh (2019)
- Clé 2: Yellow Wood (2019)
- Clé: Levanter (2019)
- All In (2020)
- Christmas EveL (2021)
- Mixtape: Dominate (2025)

### Tracks
- Hellevator (2017)
- District 9 (2018)
- My Pace (2018)
- I Am You (2018)
- Miroh (2019)
- Side Effects (2019)
- Double Knot (2019)
- Levanter (2019)
- Gone Days (mixtape, 2019)
- On Track (mixtape, 2020)
- Top (2020)
- God's Menu (2020)
- Back Door (2020)
- All In (2020)
- Going Dumb (2021)
- Wolfgang (2021)
- Oh (mixtape, 2021)
- Thunderous (2021)
- Silent Cry (2021)
- Cheese (2021)
- Maniac (2022)
- Case 143 (2022)
- TASTE (Lee Know, Hyunjin, Felix) (2022)
- CIRCUS (2022)
- The Sound (2023)
- TOPLINE (Feat. Tiger JK) (2023)
- S-Class (2023)
- Super Bowl (2023)
- DLC (2023)
- FNF (2023)
- Youtiful (2023)
- ITEM (2023)
- Super Bowl (2023)
- Social Path (2023)
- LALALALA (2023)
- Megaverse (2023)
- Cover Me (2023)
- WHY? (2024)
- Lose my breath (2024)
- SLASH (2024)
- Chk Chk Boom (2024)
- I Like It (2024)
- JJAM (2024)
- Runners (2024)
- MOUNTAINS (2024)
- Twilight (2024)
- Stray Kids (2024)
- Chk Chk Boom (Festival.Ver) (2024)
- GIANT (2024)
- NIGHT (2024)
- Falling Up (2024)
- Saiyan (2024)
- Christmas Love (2024)
- Walking On Water (2024)
- Bounce Back (2024)
- U (Feat. TABLO) (2024)
- Walking on water (HIP. ver) (2024)
- Unfair (Felix) (2024)
- So good (Hyunjin) (2024)
- Hold my hand (HAN) (2024)
- Youth (Lee Know) (2024)
- ULTRA (Changbin) (2024)
- Railway (Bang Chan) (2024)
- As we are (Seungmin) (2024)
- HALLUCINATION(I.N) (2024)
- GIANT (Korean ver.) (2025)
- Burnin' Tires (Changbin + I.N) (2025)
- Truman (HAN + Felix) (2025)
- ESCAPE (Bang Chan + Hyunjin) (2025)
- CINEMA (Lee know + Seungmin) (2025)
- HOLLOW (Japanese ver.) (2025)

## Leden
Huidige leden
| Artiestennaam    | Echte naam                                                  | Geboorteplaats      | Geboortedatum     | Positie                                         | Omschrijving |
| ---------------- | ----------------------------------------------------------- | ------------------- | ----------------- | ----------------------------------------------- | --- |
| Bang Chan (방찬) | Bang Christopher Koreaanse naam: Bang Chan                  | Seoul, Zuid-Korea   | 3 oktober 1997    | Leider, leadzanger, danser, subrapper, producer | Verhuisde op jonge leeftijd naar Sydney, Australië. Na een auditie in Australië werd hij toegelaten tot JYP, waar hij zeven jaar heeft getraind. |
| Lee Know (리노)  | Lee Minho (이민호)                                          | Gimpo, Zuid-Korea   | 25 oktober 1998   | Hoofddanser, zanger, rapper                     | Was eerder een back-updanser van de Zuid-Koreaanse boyband BTS. Hij heeft een jaar getraind voor zijn debuut.                                    |
| Changbin (창빈)  | Seo Changbin (서창빈)                                       | Yongin, Zuid-Korea  | 11 augustus 1999  | Hoofdrapper, zanger, producer                   | Schrijft liedjes en raps. Voor zijn debuut heeft hij twee jaar getraind.                                                                         |
| Hyunjin (현진)   | Hwang Hyunjin (황현진)                                      | Seoel, Zuid-Korea   | 20 maart 2000     | Hoofddanser, hoofdrapper                        | Werd gecast op straat door JYP en heeft daar twee jaar getraind.                                                                                 |
| Han (한)         | Han Jisung (한지성)                                         | Incheon, Zuid-Korea | 14 september 2000 | Hoofdrapper, leadzanger, producer, danser       | Woonde en studeerde in Maleisië. Hij schrijft liedjes en raps. Hij heeft drie jaar getraind.                                                     |
| Felix (필릭스)   | Lee Felix (이필릭스), Koreaanse naam: Lee Yong Bok (이용복) | Sydney, Australië   | 15 september 2000 | Hoofddanser, Hoofdrapper,                       | Opgegroeid in Sydney en heeft een jaar getraind voor zijn debuut.                                                                                |
| Seungmin (승민)  | Kim Seungmin (김승민)                                       | Seoel, Zuid-Korea   | 22 september 2000 | Hoofdzanger                                     | Heeft Engels geleerd tijdens een verblijf van drie maanden in Los Angeles. Heeft een jaar getraind voor zijn debuut.                             |
| I.N (아이엔)     | Yang Jeongin (양정인)                                       | Busan, Zuid-Korea   | 8 februari 2001   | Leadzanger                                      | De jongste van de groep. Op zevenjarige leeftijd was hij model. Hij kan pianospelen en heeft twee jaar getraind.                                 |

Voormalige leden
- Kim Woojin (우진) – zanger (2017–2019)